# Lucky Jim (Film)

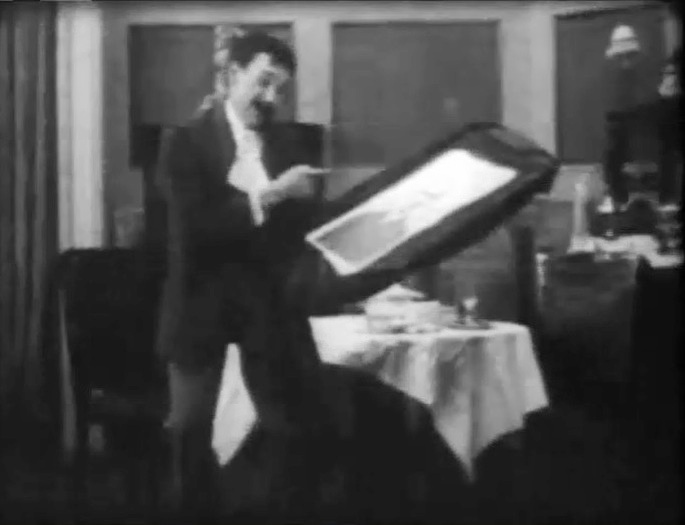
Jack (Mack Sennett): Glücklicher Jim, wie ich dich beneide!

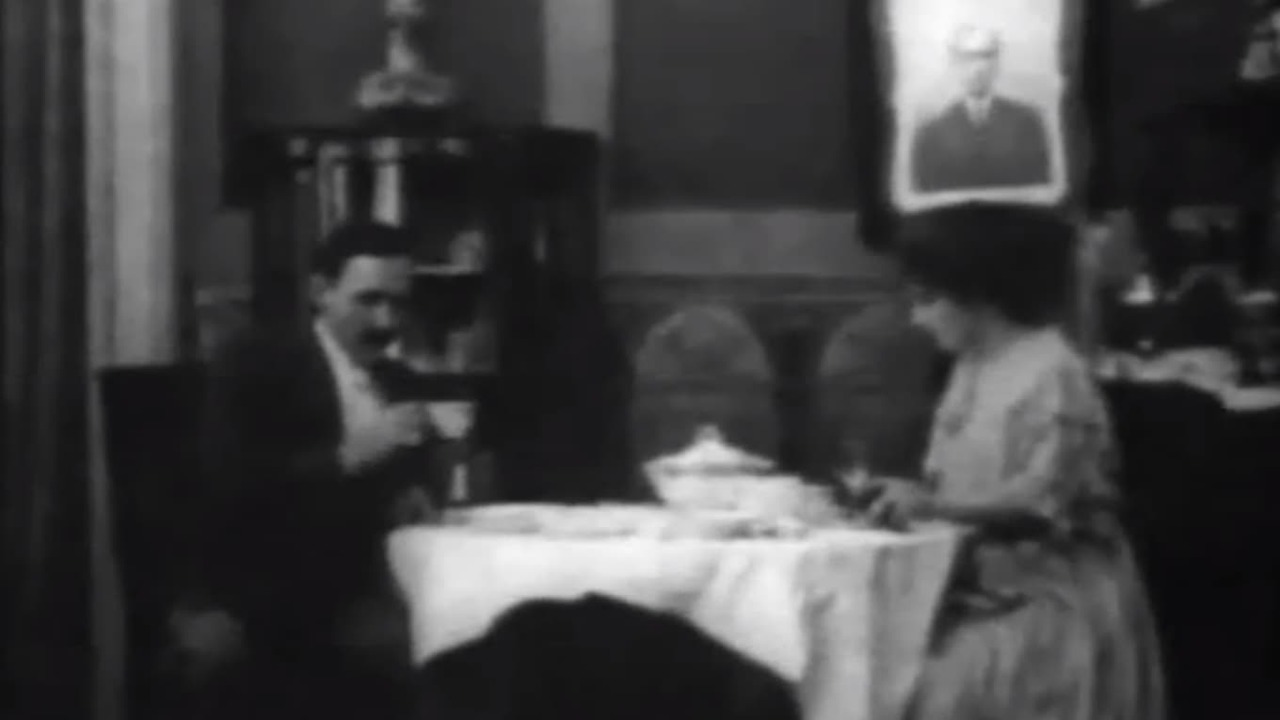
Jack (Mack Sennett) schmeckt Gerties (Marion Leonard) Kaffee nicht

Lucky Jim ist eine US-amerikanische Filmkomödie der Regisseure David Wark Griffith und Marion Leonard aus dem Jahr 1909. Das Drehbuch schrieb Stanner E. V. Taylor nach einem seinerzeit populären Ragtime-Song, der Stummfilm ist eine Produktion der American Mutoscope and Biograph Company.

## Handlung
Jack und Jim sind gute Kumpel, aber beide verlieben sich in Gertrude. Gertie heiratet Jim, und bei ihrer Hochzeit seufzt der Gast Jack: Glücklicher Jim, wie ich dich beneide! Doch Gertie ist eine schauderhafte Köchin und zugleich sehr leicht reizbar. Als Jim sich beklagt, landet das eine oder andere Teil der Kücheneinrichtung an seinem Kopf. Jack sitzt derweil alleine zu Hause und schmachtet das Bild Gerties an. So vergeht einige Zeit.
Eines Tages erreicht Jack die Nachricht, dass Jim einer akuten Magenerkrankung zum Opfer gefallen ist. Jack nutzt seine Chance und heiratet die Witwe. Ihm ergeht es nicht besser als Jim, und als er Gerties Kaffee verschmäht, wird auch er mit Geschirr beworfen, bevor Gertie empört den Raum verlässt. Mit Blick auf dessen Porträt mit dem Trauerflor murmelt Jack erneut: Glücklicher Jim, wie ich dich beneide!

## Produktionsnotizen
Marion Leonard, die auch die Gertrude spielt, hat mit Lucky Jim zusammen David Wark Griffith ihre einzige Regiearbeit abgeliefert.
Das Drehbuch ist an einen seinerzeit populären Ragtime-Song mit einem Text von Charles Horowitz angelehnt:

“By chance we found we loved the same sweet maid (…) Jim was happy, I a bachelor stayed (…) Ah, Lucky Jim, how I envied him! (…) Years rolled on, poor Jim passed on to heaven, With grief and sorrow in his grave was laid. When time drug by I married his dear widow, Jim was lucky, I unlucky stayed. Ah, lucky Jim, how I envied him! Ah, lucky Jim, how I envied him!”

„Zufällig liebten wir dieselbe Frau (…) Jim hatte Glück, ich blieb ein Junggeselle (…) Oh, glücklicher Jim, wie ich ihn beneide! (…) Jahre vergingen, Jim fuhr zum Himmel, unter Trauer und Tränen wurde er begraben. Als die (Trauer)zeit vorbei war heiratete ich seine liebe Witwe. Jim war glücklich, ich blieb unglücklich. Oh, glücklicher Jim, wie ich ihn beneide!“

Lucky Jim hat eine Länge von 502 Fuß und wurde zusammen mit Twin Brothers als One-Reeler auf 35-mm-Film veröffentlicht. Der Film wurde am 11. April 1909 beim United States Copyright Office registriert und kam am 26. April 1909 in die Kinos. Kopien sind in der Library of Congress und im Museum of Modern Art Department of Film erhalten.

## Kritik
The Moving Picture World veröffentlichte in ihrer Ausgabe vom 1. Mai 1909 eine kurze Rezension. Lucky Jim sei eine Komödie mit einer Vielzahl von Schnappschüssen, die die begabten Schauspieler der Biograph Company zeigten.